# Saint-Christophe-sur-Dolaison
Saint-Christophe-sur-Dolaison – miejscowość i gmina we Francji, w regionie Owernia-Rodan-Alpy, w departamencie Górna Loara.
Według danych na rok 1990 gminę zamieszkiwało 919 osób, a gęstość zaludnienia wynosiła 34 osoby/km² (wśród 1310 gmin Owernii Saint-Christophe-sur-Dolaison plasuje się na 249. miejscu pod względem liczby ludności, natomiast pod względem powierzchni na miejscu 276.).